# Erlen (Kreuzberg)
Erlen ist eine Ortschaft im Ortsteil Kreuzberg der Stadt Wipperfürth im Oberbergischen Kreis im Regierungsbezirk Köln in Nordrhein-Westfalen (Deutschland). Neben diesem Erlen gibt es in Wipperfürth auch noch die gleichnamigen Ortschaften Erlen im Ortsteil Wipperfürth und Erlen im Ortsteil Wipperfeld.

## Lage und Beschreibung
Die Ortschaft liegt im Nordosten von Wipperfürth an der Stadtgrenze von Halver. Mehrere entlang der Straße von Kreuzberg nach Halver gelegene Wohnplätze gehören zu Erlen. Nachbarorte sind Auf dem Wiebusch, Halkenberg, Hohl, Engsfeld, Anschlag und Berken. Durch Erlen fließt der in die Hönnige mündende Heinken-Hedfelder Bach.
Politisch wird der Ort durch den Direktkandidaten des Wahlbezirks 11 (110) Kreuzberg im Rat der Stadt Wipperfürth vertreten.

## Geschichte
1548 wird der Ort unter der Bezeichnung „tho den Erlen“ in den Listen der bergischen Spann- und Schüppendienste erstmals genannt. Die historische Karte Topographia Ducatus Montani aus dem Jahre 1715 zeigt zwei mit „Erlen“ benannte Gehöfte.
Von 1910 bis 1960 führte die Bahnstrecke Anschlag–Wipperfürth westlich der Ortschaft vorbei. Diese Bahnlinie zweigte im Bahnhof Wipperfürth von der Wippertalbahn ab und schloss bei Anschlag an die Wuppertalbahn an.

## Busverbindungen
Über die im Nachbarort Kreuzberg gelegene Bushaltestelle Kreuzberg der Linie 338 (VRS/OVAG) ist eine Anbindung an den öffentlichen Personennahverkehr gegeben.

## Wanderwege
Der vom SGV ausgeschilderte Halveraner Rundweg führt durch die Ortschaft.